# Burak Yeter
Burak Yeter (n. 5 mai 1982, Trabzon⁠(d), Provincia Trabzon, Turcia) este un producător muzical turc, DJ și remixer.

## Biografie
Burak Yeter s-a născut la 5 mai 1982. A dezvoltat un interes în muzică la vârsta de 5 ani și a învățat să cânte la pian clasic. La vârsta de 8 ani, a învățat să cânte și la chitară. După ce a primit studiile de licență în inginerie civilă de la Universitatea Akdeniz, Yeter s-a stabilit în Londra și a câștigat diploma de master în inginerie de sunet de la Institutul SAE.

## Cariera muzicală
La vârsta de 22 ani, Yeter a intrat în recunoaștere prin câștigarea Burn & Dance Contest DJ Heat MTV 2004. A concertat la MTV Dance Floor Chart Party în Malta. În același an, el a ocupat locul doi în Miller Maestru Dj Contest, câștigând el însuși un loc respectabil în scena EDM.
Albumul de debut al lui Yeter, For action, a fost lansat la casa de discuri DSM în anul 2005. Este primul său album solo DJ care a urmat să fie lansat la nivel mondial. Al doilea album al său, lansat în 2007, For message volume 2 a fost lansat în susținerea creșterii gradului de conștientizare a încălzirii globale.
Yeter a semnat un contract cu compania audio de renume mondial Pioneer în 2008, și a deschis școli de DJ în Amsterdam, Istanbul și Los Angeles, oferind educație profesională.
El a fost, de asemenea, distins cu premiul cel mai bun debutant din categoria DJ și producător. El a filmat un videoclip pentru noul single, "Mr. International", în 2012, în rolurile principale Hot Rod.
În 2013, el a lansat single-ul "Storm" în Amsterdam. Piesa a ajuns în Top 100 locuri, de pe topurile dance la nivel internațional. În același timp, el a realizat un clip pentru piesa "Storm" în Țările de Jos.
După zece ani de succes, Burak Yeter a început o nouă pagină în cariera sa cu proiectul său "New World"; melodii noi cu o lume nouă. Single-ul "Tuesday", a ajuns la #1 pe iTunes, Spotify, Shazam, Apple Music și YouTube în mai multe țări, și a devenit una dintre piesele cele mai remarcabile din 2016.
Tuesday este una dintre cele mai dorite piese de pe radiourile și în cluburi, și cel mai bun vânzător în multe țări și-au dat Platinum Award, vânzări de Sony Music Rusia și Premiul  de aur, vânzări de către Warner Music Finlanda după realizările lor mari în aceste țări.
Burak Yeter lucrează la proiecte viitoare în studiourile sale din Amsterdam, Los Angeles și Istanbul, în timp ce DJ-ing din întreaga lume.

## Discografie

### Single-uri
| Year | Title                                     | Peak chart positions | Peak chart positions | Peak chart positions | Peak chart positions | Peak chart positions | Certifications | Album             |
| Year | Title                                     | AUT                  | FIN                  | FRA                  | POL                  | SWI                  | Certifications | Album             |
| ---- | ----------------------------------------- | -------------------- | -------------------- | -------------------- | -------------------- | -------------------- | -------------- | ----------------- |
| 2012 | "Mr. International" (featuring Hot Rod)   | —                    | —                    | —                    | —                    | —                    |                | Non-album singles |
| 2013 | "Storm"                                   | —                    | —                    | —                    | —                    | —                    |                | Non-album singles |
| 2014 | "Summer Time" (featuring Jimmie Wilson)   | —                    | —                    | —                    | —                    | —                    |                | Non-album singles |
| 2014 | "Power"                                   | —                    | —                    | —                    | —                    | —                    |                | Non-album singles |
| 2014 | "Speed of Light" (featuring Dawn Richard) | —                    | —                    | —                    | —                    | —                    |                | Non-album singles |
| 2014 | "Pop of House"                            | —                    | —                    | —                    | —                    | —                    |                | Non-album singles |
| 2014 | "Voynich"                                 | —                    | —                    | —                    | —                    | —                    |                | Non-album singles |
| 2015 | "Kingdom Falls"                           | —                    | —                    | —                    | —                    | —                    |                | Non-album singles |
| 2016 | "Reckless" (featuring Delaney Jane)       | —                    | —                    | —                    | —                    | —                    |                | Non-album singles |
| 2016 | "Happy"                                   | —                    | —                    | —                    | —                    | —                    |                | Non-album singles |
| 2016 | "Tuesday" (featuring Danelle Sandoval)    | 3                    | 4                    | 6                    | 3                    | 4                    | - ZPAV: Gold   | Non-album singles |
| 2016 | "Go"                                      | —                    |                      |                      |                      |                      |                | Non-album singles |

#### Albume studio
| Title                | Details                                                              |
| -------------------- | -------------------------------------------------------------------- |
| For Action Volume 1  | - Released: 2005 - Label: DSM - Format: CD                           |
| For Message Volume 2 | - Released: 2007 - Label: DSM - Format: CD                           |
| Blue                 | - Released: 26 June 2012 - Label: DSM - Format: Digital download, CD |

## Premii și nominalizări
| An   | Premiu                     | Categorie                    | Câștigător                  | Rezultat    |
| ---- | -------------------------- | ---------------------------- | --------------------------- | ----------- |
| 2012 | Kral TV Music Awards       | Best Remixer                 | Haberin Olsun by Bengü      | nominalizat |
| 2011 | Kral TV Music Awards       | Best Remixer                 | Arada Sırada by Ajda Pekkan | câștigat    |
| 2010 | Kral TV Music Awards       | Best Remixer                 | Oyalama Beni by Ajda Pekkan | câștigat    |
| 2006 | Malta Shakedown DJ Contest | Best Electronic Artist or DJ | Burak Yeter                 | câștigat    |
| 2005 | Miller Master DJ Contest   | Best Electronic Artist or DJ | Burak Yeter                 | câștigat    |
| 2004 | MTV & Burn DJ Contest      | Best Electronic Artist or DJ | Burak Yeter                 | câștigat    |